# Enantiosemía
La enantiosemía (del griego ἐναντίο- "contrario", y σημία - "significado") se define como la característica de ciertas palabras, que les permite tener significados opuestos. Se trata de una forma de polisemia. Este tipo de palabras también son denonimadas autoantónimos.

## Desarrollo
La enantiosemía emerge cuando un término general se divide en dos palabras con significados más específicos, los cuales reflejan de alguna manera el significado inicial. Este desarrollo se puede observar en distintos idiomas. Por ejemplo, la raíz en el Idioma protoindoeuropeo ghosti- ("ajeno", "extraño", "de otro clan") generó la palabra hostis en Latín ("enemigo"), pero en el Idioma ruso creó la palabra гость. El significado inicial de este lexema es "extraño", es decir aquel con el que se generan relaciones determinadas (hospitalidad, hostilidad).
La Antífrasis, en muchos casos, es el punto inicial del desarrollo de la enantiosemía. Es decir, el uso irónico de ciertos lexemas conlleva al nacimiento de significados adicionales.

## Designación
El término enantiosemía parece haber sido introducido por el teólogo y orientalista inglés Edward Pococke (1604-1691), que encontró este tipo de palabras mientras estudiaba el hebreo, el Idioma arameo y el idioma árabe.
El lingüista Andreas Blank habla de antonimía automática. Las designaciones Antagonym (antagónimo) y Kontranym (contranimo) son traducciones nuevas para el alemán adquiridas de otras lenguas. En alemán el término utilizado para expresar este fenómeno es Januswort (palabra Jano).
La designación inglesa antagonym fue creada por Charles N. Ellis, el cual mantiene una lista de ejemplos en inglés en el internet La designación auto-antonimía fue propuesta en 1994 por Alex Eulenberg.
Este fenómeno ha sido estudiado desde 1884, en Alemania por Carl Abel ocupándose del antiguo egipcio, y en Rusia por V.I. Sercl.

## Ejemplos

### idioma español
En español este fenómeno no ofrece tantos ejemplos como el idioma alemán o el idioma ruso. Esto nos lleva a pensar que posiblemente tiene sus orígenes en el Sánscrito y con el tiempo su uso se fue acomodando a la manera expresiva de cada idioma. 
alquilar
cobrar dinero por dejar algo a alguien por cierto tiempo.
pagar dinero por recibir algo de alguien por cierto tiempo.
bárbaro
calificativo que atribuye características de ser caótico, desordenado o tiránico.
calificativo que atribuye características de ser llamativo, magnífico o excelente.
monstruo (similar a bárbaro)
calificativo que atribuye características de ser cruel, perverso y feo
alguien que ejerce algo magníficamente
preparar oposiciones
como profesor
como alumno
sancionar
castigar
aprobar restricciones o liberaciones
huésped
Persona alojada en casa ajena o persona que hospeda en su casa a otra.

### Hindi
कल 
ayer
mañana

### Idioma chino
租 
Exactamente igual que alquilar.
借
Prestar o pedir prestado.

## Listas
- Enantiosemía https://www.wikilengua.org/index.php/Enantiosemia
- Januswörter https://de.wiktionary.org/wiki/Verzeichnis:Deutsch/Janusw%C3%B6rter (en alemán)
- Antagonyms http://www-personal.umich.edu/~cellis/antagonym.html (en inglés)

## Artículos en Internet
- http://www.dnschool.ru/events/avtoantonimy_slova_protivopolozhnye_po_znacheniyu_sami_sebe/ (en ruso)
- https://lingua-airlines.ru/articles/avto-antonimu-v-angliyskom-jazike/ (en ruso)
- https://komelsky.livejournal.com/77076.html (en ruso)

- Datos: Q123501638